# Đảng Trung dung Đức

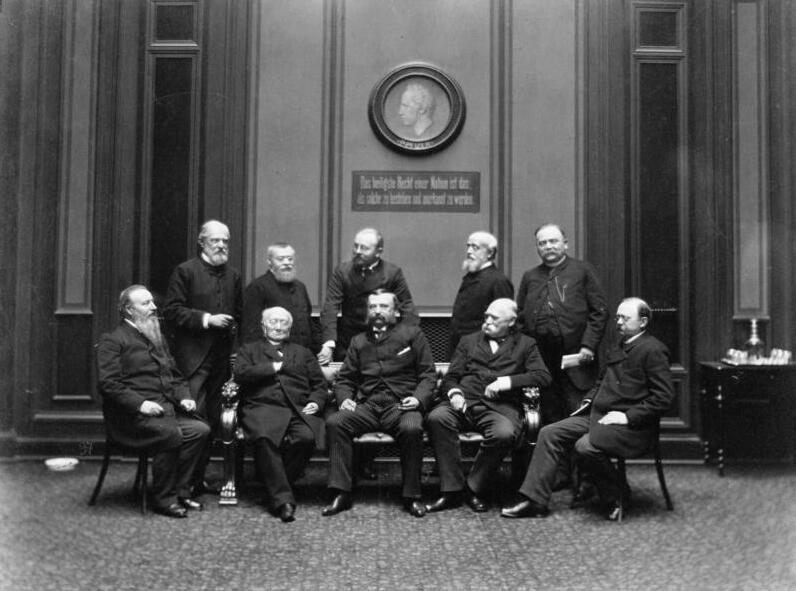
Centre Party Member of Reichstag (First line sitting from left to right: Paul Letocha, Dr. Ludwig Windthorst, Graf v. Johann Anton von Chamaré, Anton von Dejanicz-Gliszczynski, Albert Horn second line-standing-left to right: Graf v. Friedrich von Praschma, Philipp Schmieder (not Centre party), Dr. Felix Porsch, Dr. Frhr. Clemens Heereman von Zuydwyck, Julius Szmula)

Đảng Trung dung Đức (hay Đảng Trung tâm Đức, tiếng Đức: Deutsche Zentrumspartei hay ngắn gọn Zentrum) (DZP) là một đảng chính trị mà đa số thành viên là những người theo Công giáo Rôma, chủ yếu có ảnh hưởng dưới thời Đế chế Đức và thời Cộng hòa Weimar. Được thành lập năm 1870, nó tranh đấu trong cuộc Kulturkampf mà chính quyền Phổ đã khởi xướng để giảm bớt quyền lực của Giáo hội Công giáo. Chẳng bao lâu nó giành được 1/4 số ghế trong quốc hội Đế quốc Đức (Reichstag), và vị trí đứng giữa của nó về hầu hết các vấn đề chính trị giúp nó đóng một vai trò quyết định trong việc thành lập đa số. Từ lúc thành lập đến khi Hitler lên làm thủ tướng, 5 đảng viên đảng Trung tâm đã được phong làm thủ tướng. Thủ tướng cuối cùng của Đảng Trung tâm là Franz von Papen, đã ra khỏi đảng 2 ngày sau khi nhậm chức.
Sau thế chiến thứ hai, đảng này được thành lập trở lại, nhưng nó không thể giành được vai trò quan trọng như xưa, bởi vì đa số các thành viên cũ của nó nay gia nhập CDU, một đảng chung cho những người theo Kitô giáo. Đảng Trung tâm có đại biểu trong quốc hội đến 1957. Nó tồn tại như là một đảng ở bên lề, phần lớn chỉ còn ở bang Nordrhein-Westfalen.

### Sách về lịch sử
- Anderson, Margaret Lavinia. "Confessions of a Fellow Traveler," Catholic Historical Review (2013) 99#4 pp 623–648.
- Zeender, John K. "Recent Literature on the German Center Party," Catholic Historical Review (1984) 70#3 pp 428–441.